# Токтабаев, Карим Дощанович
Габдул-Карим Дощанович (Досжанович) Токтабаев ( 15 октября 1892, с. Шубалан Тургайского уезда, Тургайской области, Российской империи (ныне Костанайская область, Казахстана) —1936, Воронеж) — казахский советский государственный и общественный деятель.

## Биография
Сын киргиза Тургайского уезда, Чуболанской волости. Происходит из рода айдарке племени аргын.
Начальное образование получил в аульной школе и Тургайском русско-киргизском двухклассном училище. С 1905 по 1909 год — в Оренбургской киргизской учительской школе.
После окончания в 1909 году учительской семинарии до октября 1917 года работал учителем математики и физики. Усиленно занимался самообразованием, пропагандой и популяризацией среди молодежи идей борьбы за интересы алашцев. После Февральской революции в 1917—1918 годах участвовал в политической борьбе. Член движения Алаша.
После установления Советской власти в г. Тургае в феврале 1918 года был избран членом Первого уездного Совета депутатов. В 1920 г. вступил в члены РКП (б). Токтабаев работал под руководством А. Джангильдина в советском правительстве Тургая.
В 1919-1921 гг. — служащий Семипалатинского губернского отдела народного образования, заведующий Акмолинским областным отделом народного образования. В 1921-1922 гг. — комиссар по продовольствию Кокчетавского уезда, уполномоченный Красного каравана КиргизЦИКа, участник переговоров с членами партии «Алаш Орда».
Вскоре после этого Токтабаев был назначен 2-м военным комиссаром Торгайского уезда, а затем избран делегатом 3-го Всекиргизского съезда Советов в г. Оренбурге.
В 1922—1924 годах — заместитель наркома просвещения Киргизской АССР, начальник Главного управления политико-просветительной работы КиргАССР.
В 1925—1926 годах работал председателем Семипалатинского губисполкома РСФСР.
В 1927 году назначен наркомом просвещения Казахской АССР. На этом посту много сил и энергии отдавал подготовке и созыву Учительского съезда республики, разработке нового положения о Наркомате просвещения, обучению казахской молодежи.
Нарком земледелия в 1927—1931 годах. В 1920—1930-е годы К. Токтабаев был инициатором освоения целинных земель и развития земледелия в казахских степях.
В 1931—1933 годах работал председателем постоянного представительства Казахской АССР  при ВЦИКе СССР (Москва).  С июня 1933 года — заведующий подсобным хозяйством «Дегерес» (Алматинская область). 
В октябре 1933 года был арестован по делу участия в партии «Алаш Орда», в апреле-мае 1934 года осужден ОГПУ на 5 лет исправительных работ в трудовой колонии. Затем приговор был заменен ссылкой в Воронеж, под негласный надзор, где в 1936 году Токтабаев скончался при невыясненных обстоятельствах.
В 1958 году был реабилитирован, а 15 сентября 1992 году Комитет национальной безопасности и Генеральная прокуратура Республики Казахстан вынесли заключение о полной реабилитации К. Токтабаева.
Как государственный и общественный деятель, Габдул-Карим Токтабаев внёс значительный вклад в становление и укрепление молодой Казахской республики, в формирование и развитие её национальных кадров, активной деятельностью по развитию просвещения, культуры и сельского хозяйства Казахстана.
К. Токтабаев является автором статей и книг, посвящённых перспективам развития земледелия, освоению целинных земель Казахстана.